# Сліпа (поема Шевченка)
«Сліпа» (рос. Слепая) — одна з 13 робіт Тараса Шевченка (2 поеми та 11 прозових та драматичних творів), які написані російською мовою. Написана між 1841—1842 роками в Санкт-Петербурзі. Поема входить до збірки поем Шевченка «Кобзар».

## Історія
Поема «Слепая» датується за згадками про неї в листах Шевченка до Г. Ф. Квітки-Основ'яненка від 8 грудня 1841 року. Відомості про те, що Шевченко працював над «Слепой» в кінці 1841 — в першій половині 1842 років, містяться у спогадах А. О. Козачковського, з яким поет познайомився восени 1841 року: «[В] продолжение семимесячного пребывания моего в Петербурге Шевченко часто посещал меня, принося почти каждый раз что-нибудь новое из своих произведений. […] Из написанных им в то время произведений на русском языке я помню прекрасную повесть в стихах „Слепая“, написанную кипучим, вдохновенным стихом, и мелодраму в прозе „Невеста“. […] Оба эти произведения, как кажется, потеряны». Місцем написання вважається Петербург.
Творча історія поеми «Слепая» бере початок від драми «Слепая красавица». В листі до Г. Ф. Квітки-Основ'яненка від 8 грудня 1841 року Шевченко повідомляв, що російською мовою «майструє» драму «Слепая красавица» «з українського простого биту». Відомостей про те, чи закінчив її Шевченко, немає. Текст драми не зберігся. Існує версія, що в процесі роботи початковий задум трансформувався, і Шевченко написав драматизовану поему «Слепая». В листі до Я. Г. Кухаренка від 30 вересня 1842 року він згадував про «Слепую» як про закінчений твір: «Переписав оце свою „Слепую“ та й плачу над нею, який мене чорт спіткав і за який гріх, що я оце сповідаюся кацапам черствим кацапським словом. Лихо, брате отамане, єй-богу лихо. […] Що нам робить, отамане брате? Прать против рожна чи закопаться заживо в землю — не хочеться, дуже не хочеться мені дрюкувать „Слепую“, але вже не маю над нею волі, та цур їй, а обридла вже вона мені». Відомий чистовий автограф поеми, про який, ймовірно, Шевченко і писав Я. Г. Кухаренкові («Переписав оце свою „Слепую“…»).
Рукопис поеми Шевченко возив із собою в першу подорож на Україну. Про читання ним «Слепой» в жовтні 1843 року у маєтку Рєпніних та велике враження, яке справив твір на слухачів, згадує В. М. Рєпніна у листі до Шарля Ейнара від 27 січня 1844 року: «Однажды вечером он предлагает прочитать нам другую свою поэму под заглавием „Слепая“ […]. О, если бы я могла передать вам все, что я пережила во время этого чтения! Какие чувства, какие мысли, какая красота, какое очарование и какая боль! […] И какая мягкая, чарующая манера читать! Это была пленительная музыка, певшая мелодические стихи на нашем красивом и выразительном языке».
У листі В. М. Рєпніної від 19 червня 1844 року з Яготина, написаному у відповідь на втрачений лист Шевченка орієнтовно від першої половини червня 1844 року, є відомості про намір Шевченка опублікувати «Слепую»: «Итак, Вы решаетесь напечатать „Слепую“, — как я рада!». Далі В. М. Рєпніна, загалом високо оцінюючи поему, робить зауваження з приводу нелогічності й туманності окремих моментів у викладі: «[По]лагаю, что Вы кое-что изменили: я нахожу, [что] там, где говорится о любви атаманского сына… есть какая-то темнота. Вначале [Оксана] как будто бы не знает, что такое любовь, [мать] предсказывает ей, выслушав сон ее, что [приходит] пора любить и страдать — а когда она жила у пана-отца, то упоминается о какой-то [прежней] любви, о которой она вспоминает? Потом [не совсем] кажется ясно и то, отчего стреляют… и тут тоже как бы дело идет о каком-[то] прошедшем, неизвестном читателю. [Когда] Вы были у нас, я еще не хорошо разобрала [своего] впечатления, и сочувствие, возбужденное красотами [чувства], драматическим концом прекрасной поэмы Вашей, помешало мне ясно отдать себе отчет в том, что казалось недоступно понятиям моим; теперь же я передаю Вам мои замечания довольно запутано, но я полагаю, что Вы меня поймете. Посвящение прекрасно и гармонирует с содержанием милой Оксаночки»; оскільки посвяти в «Слепой» немає, очевидно, йдеться про пісню героїні, якою відкривається твір). Характер зауважень В. М. Рєпніної свідчить про те, що на час написання листа у неї був текст поеми.
Зі спогадів А. О. Козачковського повідомляється, що 1845 року Шевченко вже не мав рукопису «Слепой»: «На вопрос мой в 45-[м] году о „Слепой“ Шевченко сказал, что, помнится, он отдал ее Щепкину, и советовал мне написать О. М. Бодянскому, чтобы он спросил ее у Щепкина и выслал мне; но у Щепкина ее не оказалось».
У 1842 року Шевченко виконав олівцем і сепією малюнок «Сліпа з дочкою», який є ілюстрацією до рядків «Как у кладбища, у ворот Сидит скорбящая слепая».

## Видання
Багато років поема вважалася втраченою. У 1885 році її автограф знайдено в паперах М. І. Костомарова, до якого рукопис потрапив від М. М. Лазаревського. За цим автографом з редакторськими виправленнями поему опубліковано в журналі «Киевская старина» за 1886 рік (№ 6. — С. 310—338). В автографі нечисленні редакторські виправлення, підкреслення, пагінація та нумерація рядків (кожного п'ятого) олівцем рукою Ф. Г. Лебединцева, зроблені під час підготовки поеми до друку. Подальші публікації «Слепой» робилися на основі тексту «Киевской старины» — аж до публікації у «Повному зібранні творів у десяти томах», де поему вперше надруковано без виправлень за автографом.
Вперше поему введено до збірки творів у виданні: «Поэмы, повести и рассказы Т. Г. Шевченка, писанные на русском языке. С портретом поэта». Издание редакции «Киевской старины». (Киев, 1888. — С. 1 — 29). Вперше до «Кобзаря» поему включено І. Я. Франком у виданні: «Твори Тараса Шевченка: Кобзар». Т. 1 (1838—1847).

## Сюжет
На сюжеті, композиції, стилі «Слепой» позначився вплив світової романтичної поеми байронічного типу, зокрема російської романтичної поеми 1820—1830-х років. Один із центральних мотивів поеми — божевілля зведеної жінки — важливий сюжетний хід в поемах «Безумная» І. І. Козлова та «Полтава» О. С. Пушкіна. Вступна частина «Слепой» нагадує початок поеми І. І. Козлова «Княгиня Наталья Борисовна Долгорукая»: подібно до героїні останнього твору, що «В одежде сельской и убогой, С грудным младенцем на руках» пробирається до рідної оселі, «слепая нищая» з дочкою повертається до села, яке колись покинула. В обох поемах передісторія героїнь розкривається в драматизованих діалогах. Кульмінація Шевченкової поеми — сцена божевілля Оксани та її діалог з матір'ю — має багато спільного зі сценою зустрічі божевільної Марії з Мазепою, також побудованою у формі діалогу: несподівана поява героїнь, подібні елементи в описі їхньої зовнішності та відтворенні мови, близька образність і текстуальні збіги в авторській розповіді та мові персонажів (А. В. Багрий «Т. Г. Шевченко в литературной обстановке». — Баку, 1925. — С. 37 — 40). На сцені божевілля Оксани, як і на самому зародженні в творчій уяві Шевченка її образу могли відбитися також спогади про такі класичні літературні образи доведених до божевілля жінок, як Офелія з «Гамлета» В. Шекспіра та Гретхен з «Фауста» Й.-В. Гете. Трагічна доля останньої героїні після народження позашлюбної дитини була співзвучна долі Шевченкових матерів-покриток. Характерно, що відбираючи під час перебування 1858 року в Нижньому Новгороді на прохання К. Б. Піунової твори для художнього читання, Шевченко зупинився на сцені побачення в тюрмі божевільної Маргарити з Фаустом (запис у щоденнику від 16 лютого 1858 року). Можна побачити певний зв'язок і між танцями і співами Оксани й божевільної Катерини з повісті «Страшная месть» М. В. Гоголя, де також наявний мотив злочинного кохання батька до своєї доньки. Фабула «Слепой» у заключній частині має спільні моменти з сюжетною лінією Орлики в поемі С. Гощинського «Канівський замок» (і Оксана, і Орлика вбивають ножем насильника-пана та божеволіють).

## Автограф
Чистовий автограф «Слепой» зберігається в окремому зошиті в Інституті літератури ім. Т. Шевченка (ІЛ, ф. 1, № 36). Автограф не датовано, він становить собою зошит з 24 аркушів (з них три — чисті). Текст написано чорнилом, з виправленнями. Рядки 636—650 та 677—784 переписано пізніше від основної частини тексту поеми. Про це свідчить запис рукою Шевченка на полях біля рядка 676 «оставить чист[ый] лист» і знак вставки нижче цього запису, що переходить і на наступну сторінку. Виділяють ці два фрагменти і дещо інший — дрібніший — почерк, і тонше перо.